# Rio Demer
O Rio Demer é um rio do leste da Bélgica. Possui 85 km de extensão e é afluente da margem direita do rio Dijle. Nasce próximo da cidade de Tongeren, corre pelas províncias belgas de Limburgo e Brabante Flamengo e desagua no rio Dijle em Werchter, município de Rotselaar.
As cidades mais importantes às margens do Demer são (a partir da nascente): Bilzen, Hasselt, Diest e Aarschot. 
Afluentes do Demer: Gete e Herk (ambos em Halen).